# 쇼난후카사와역
쇼난후카사와역(일본어: 湘南深沢駅, しょうなんふかさわえき)은 일본 가나가와현 가마쿠라시에 있는 쇼난 모노레일 에노시마 선의 역이다.

## 역 구조
섬식 승강장 1면 2선의 고가역. 에스컬레이터나 엘리베이터가 설치되지 않아 계단을 통해 승하차를 할 수 있다.
무인역으로 개찰구가 없어 승차 시에는 자동 매표기로 승차권을 구입하고 하차 시에는 차장에게 차표를 건네게 된다.
본 역의 쇼난에노시마 방향에는 후카사와 차고로 연결되는 인입선이 분기한다.

## 역 주변
- 가마쿠라 시 후카사와 행정 센터
  - 가마쿠라 시 후카사와 지소
  - 가마쿠라 시 후카사와 도서관
- 가마쿠라 시립 데라분 보육원
- 가마쿠라 시립 후카사와 초등학교
- 가마쿠라 시립 후카사와 중학교
- 후카사와 우체국
- 쇼난 모노레일 본사・후카사와 차고
  - 쇼난 후카사와 빌딩
    - 쇼난 볼(볼링장)
- JR 동일본 가마쿠라 종합 차량 센터 부지(옛, 오후나 차고)
- 나키토(JR 가마쿠라 종합 차량 센터 부지 옆)
- 다이케이지
- 도카쿠지
- 도코지
- 쇼난 기념 병원
- 도요시야 후에다 공장
- 가마쿠라 산 - 약 1.2km 떨어져 있음.

## 역사
- 1970년 3월 7일: 개업.

## 사진

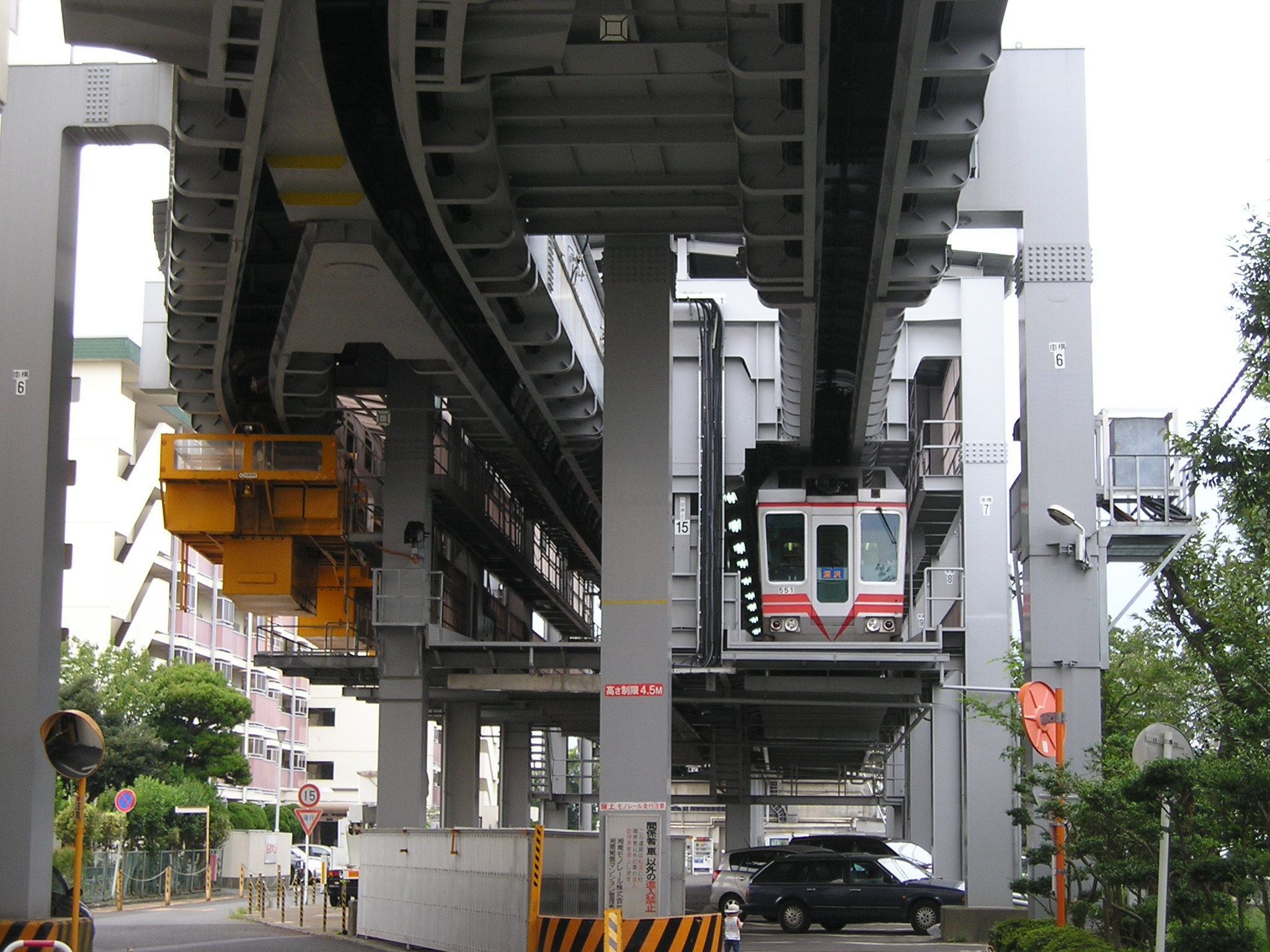
쇼난 모노레일 차량기지(본사 사무소)

## 인접역
| 쇼난 모노레일 ■ 에노시마 선 | 쇼난 모노레일 ■ 에노시마 선 | 쇼난 모노레일 ■ 에노시마 선    |
| --------------------------- | --------------------------- | ------------------------------ |
| 쇼난마치야 오후나 방면      |                             | 니시카마쿠라 쇼난에노시마 방면 |